# یواس‌اس تویگز (دی‌دی-۱۲۷)
یواس‌اس تویگز (دی‌دی-۱۲۷) (به انگلیسی: USS Twiggs (DD-127)) یک کشتی بود که طول آن ۳۱۴ فوت ۴ اینچ (۹۵٫۸۱ متر) بود. این کشتی در سال ۱۹۱۸ ساخته شد.